# Heliopathes pacifica
Heliopathes pacifica är en korallart som beskrevs av Opresko 2005. Heliopathes pacifica ingår i släktet Heliopathes och familjen Cladopathidae. Inga underarter finns listade i Catalogue of Life.